# 1816
1816 (MDCCCXVI) je bilo prestopno leto, ki se je po gregorijanskem koledarju začelo na ponedeljek, po 12 dni počasnejšem julijanskem koledarju pa na soboto.

## Dogodki
- 22. februar - ustanovljen Kraljevi muzej Bourbonov, sedanji Nacionalni arheološki muzej Neaplja
- 9. julij - Argentina postane neodvisna država

## Rojstva
- 7. februar - Jean Frédéric Frenet, francoski matematik, astronom, meteorolog († 1900)
- 9. april - Charles-Eugène Delaunay, francoski astronom, matematik († 1872)
- 1. maj - Aleksander Terplan, madžarsko-slovenski pisatelj in pastor († 1858)
- 14. julij - Arthur de Gobineau, francoski aristokrat in rasni teoretik († 1882)

## Smrti
- 22. februar - Adam Ferguson, škotski filozof in zgodovinar (* 1723)
- 12. junij - Pierre François Charles Augereau,  maršal Francoskega cesarstva (* 1757)
- 24. junij - Konstantin Ipsilanti, moldavski in vlaški knez (1760)